# Аллерона
Аллерона (итал. Allerona) — город в Италии, расположен в регионе Умбрия, подчинён административному центру Терни (провинция).
Население составляет 1822 человека, плотность населения — 22 чел./км². Почтовый индекс — 5010. Телефонный код — 00763.
Покровителем города почитается святой Ансан из Сиены. Праздник города ежегодно празднуется 1 декабря.